# Avicularia huriana
Avicularia huriana är en spindelart som beskrevs av Tesmoingt 1996. Avicularia huriana ingår i släktet Avicularia och familjen fågelspindlar.
Artens utbredningsområde är Ecuador. Inga underarter finns listade.

## Bildgalleri

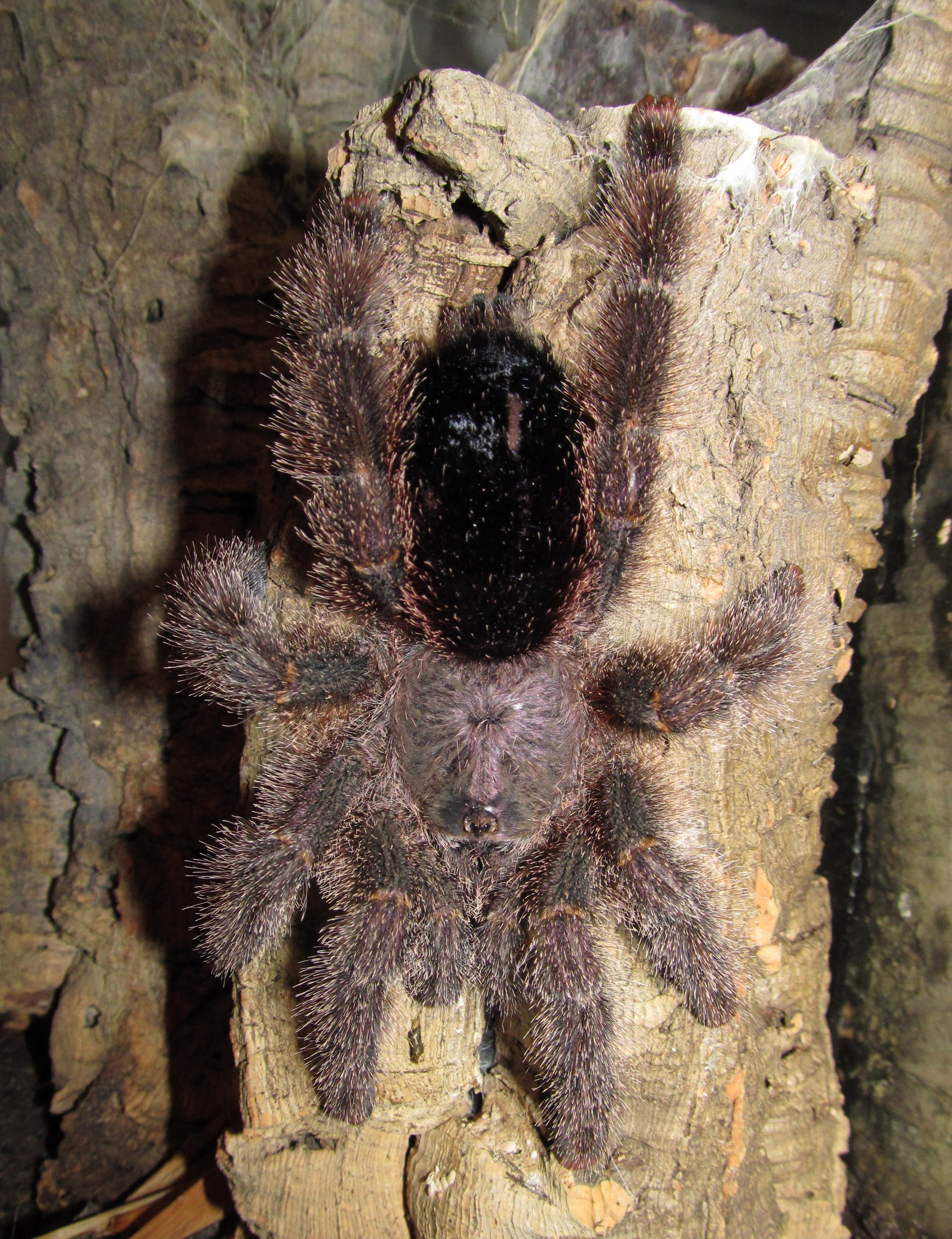
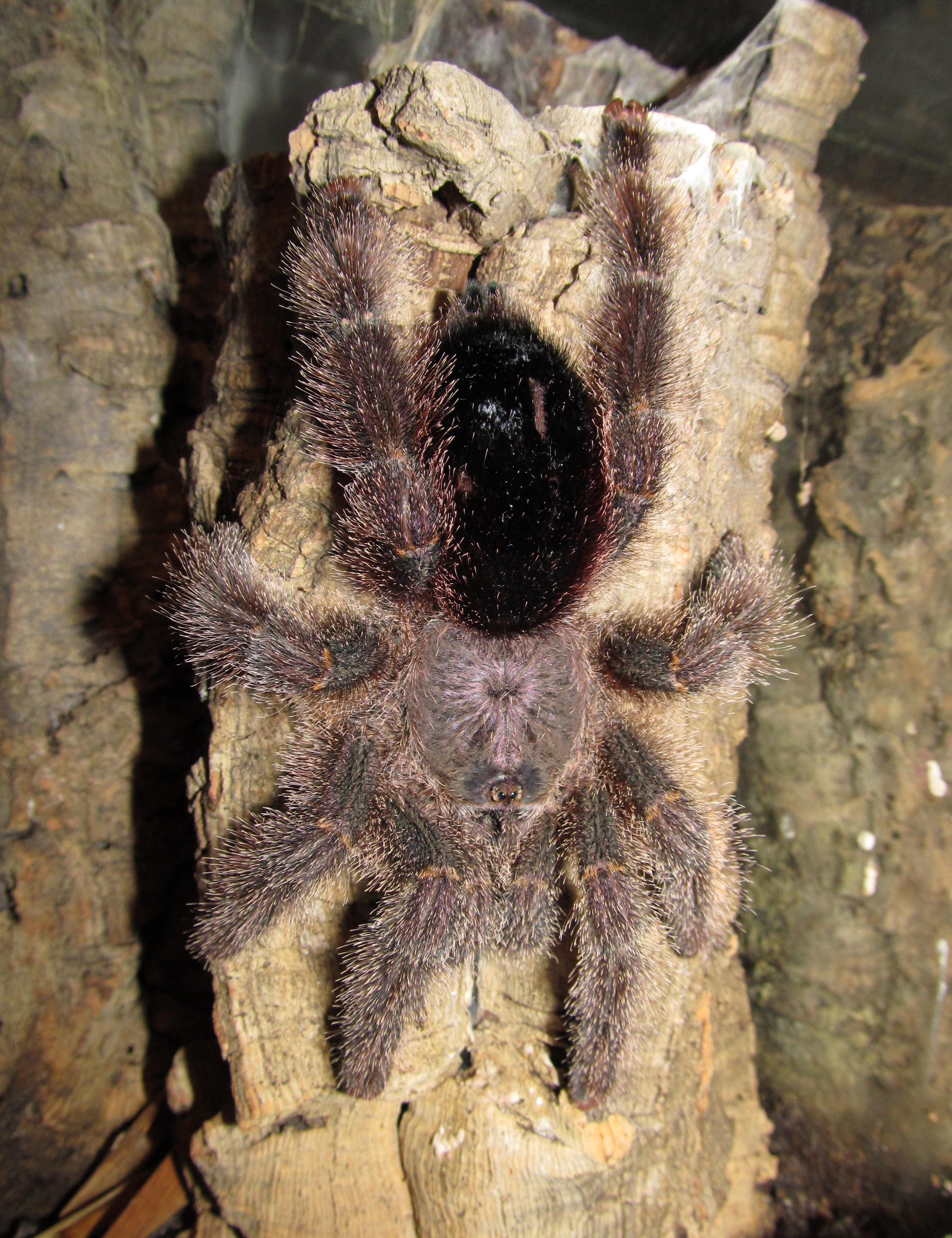
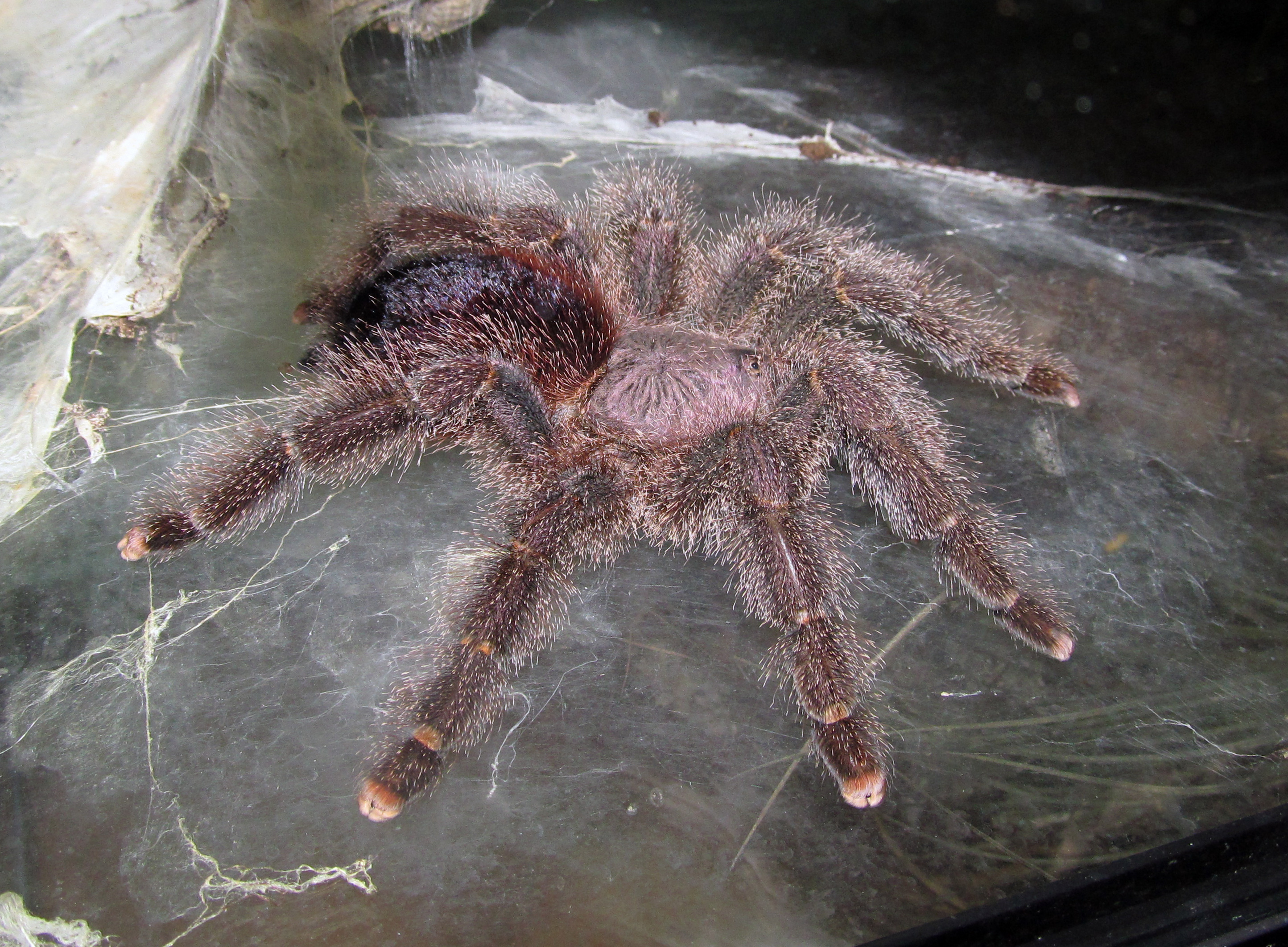